# Errore del pilota
Errore del pilota è un termine utilizzato per indicare la causa di un incidente aereo di cui il pilota è considerato responsabile. Può essere definito come uno sbaglio, una valutazione errata o una disattenzione compiuta da un aviatore durante l'esercizio delle sue funzioni.
Di solito, in un incidente causato da errore del pilota, il pilota ai comandi commette l'errore in maniera non intenzionale. È tuttavia considerato errore del pilota anche un voluto disinteresse verso una procedura operativa standard o un segnale di allarme, anche se queste azioni possono avere conseguenze penali.
Un operatore aereo (compagnia aerea o il proprietario stesso dell'aereo) non è generalmente ritenuto responsabile per un incidente che è stato causato principalmente da un guasto del velivolo, a meno che detto guasto si sia verificato a causa di un errore del pilota.
Il pilota può essere considerato in errore anche in condizioni meteorologiche avverse, se l'organismo investigativo ritiene che egli avrebbe potuto essere ragionevolmente a conoscenza del pericolo e non abbia preso le dovute misure per evitarlo; ad esempio volare in un uragano per scopi diversi da quelli legittimi di ricerca verrebbe considerato un errore del pilota, mentre volare in un microburst non sarebbe considerato un errore del pilota se egli non fosse stato in grado di rilevarlo o non avesse avuto il tempo per comprendere il pericolo ed agire di conseguenza. Alcuni fenomeni atmosferici in grado di causare problemi al volo, quali la turbolenza da aria chiara o le onde orografiche, sono difficili da evitare, soprattutto se l'aeromobile in questione è il primo velivolo ad incontrare il fenomeno in una determinata area in un determinato momento.
Uno degli episodi più famosi di disastro aereo attribuito ad un errore del pilota è stato lo schianto del volo Eastern Air Lines 401, avvenuto il 29 dicembre 1972 vicino a Miami, in Florida. In tale occasione l'equipaggio era concentrato nel tentare di risolvere un problema con il carrello d'atterraggio, non rendendosi conto che il comandante, voltandosi per parlare con l'ingegnere di volo, aveva accidentalmente urtato contro la cloche, e ciò aveva disattivato il pilota automatico, portando il velivolo ad iniziare a perdere quota. Nessuno, complice l'oscurità che avvolgeva il luogo, si accorse della discesa (l'unico allarme che segnalava la quota errata era un segnale acustico emesso da un altoparlante vicino alla postazione dell'ingegnere di volo, il quale non lo sentì in quanto si era assentato proprio per via del problema al carrello) ed il velivolo si schiantò a terra nelle paludi delle Everglades, causando la morte di 101 dei 176 fra passeggeri e membri dell'equipaggio.
La successiva relazione del National Transportation Safety Board (NTSB) incolpò l'equipaggio di non essere stato in grado di monitorare gli strumenti del velivolo in modo corretto. Questo incidente è ora spesso usato come caso di studio nei corsi di preparazione per gli equipaggi e i controllori del traffico aereo.
Imputare ad un errore del pilota la causa di un incidente aereo è spesso oggetto di controversie. Ad esempio, l'NTSB ha dichiarato che lo schianto del volo American Airlines 587, avvenuto il 12 novembre 2001 a New York, fu dovuto al cedimento del timone causato da "inutili ed eccessivi utilizzi del pedale del timone" da parte del co-pilota, il quale era ai comandi al momento dell'incidente. Gli avvocati del co-pilota, rimasto ucciso nello schianto, hanno sostenuto che i piloti di American Airlines "non erano stati adeguatamente istruiti in merito all'eccessivo uso del pedale del timone", che la rottura del timone fosse stata causata da un difetto di progettazione degli Airbus A300 e che le azioni del co-pilota non avrebbero dovuto causare la rottura del timone, causando la caduta dell'aereo e la morte di 265 persone.
Lo schianto del volo Aeroflot 593, avvenuto in Russia il 23 marzo 1994, fu un disastro aereo causato da un errore del pilota indirettamente: il comandante fece sedere ai comandi il figlio quindicenne, che disattivò involontariamente il pilota automatico, ed in seguito a ciò l'Airbus A310 che effettuava il volo diventò incontrollabile, precipitando al suolo e causando la morte di tutte le persone a bordo. Il controllo aereo da parte di una persona non qualificata nel settore può quindi anch'esso essere considerato errore del pilota.
Nel corso del 2004 negli Stati Uniti l'errore del pilota è stato indicato come la causa primaria del 78,6% degli incidenti mortali dell'aviazione generale e come la causa primaria del 75,5% degli incidenti di tutta l'aviazione. Per i voli di linea, gli errori dei piloti sono la causa di poco più della metà degli incidenti con causa nota avvenuti in tutto il mondo.